# 3.ª Divisão Panzer (Alemanha)
A 3ª Divisão Panzer (em alemão:  3. Panzer-Division) foi uma unidade militar blindada da Alemanha que esteve em serviço durante a Segunda Guerra Mundial. Foi a mais poderosa divisão de blindados alemã no que diz respeito a quantidade de blindados, chegando a ter 391 tanques em serviço durante a guerra. Participou da invasão a França em 1940 e da invasão a união soviética em 1941, entre outras campanhas.

## Comandantes
| Comandante                                          | Data                                                     |
| --------------------------------------------------- | -------------------------------------------------------- |
| Generalleutnant Ernst Feßmann                       | 15 de outubro de 1935 - 30 de setembro de 1937           |
| Generalleutnant Leo Freiherr Geyr von Schweppenburg | 12 de outubro de 1937 - 26 de setembro de 1939           |
| Generalmajor Horst Stumpff                          | 27 de setembro de 1939 - 14 de dezembro de 1939 m.d.F.b. |
| Generalleutnant Leo Freiherr Geyr von Schweppenburg | 15 de dezembro de 1939 - 14 de fevereiro de 1940         |
| Generalmajor Horst Stumpff                          | 15 de fevereiro de 1940 -?? Sept 1940                    |
| Generalmajor Friedrich Kühn                         | ?? Sept 1940 - 4 de outubro de 1940 m.d.st.F.b.          |
| Generalmajor Horst Stumpff                          | 4 de outubro de 1940 - 14 de novembro de 1940            |
| Generalleutnant Walter Model                        | 15 de novembro de 1940 - 21 de outubro de 1941           |
| General der Panzertruppen Hermann Breith            | 22 de outubro de 1941 - 1 de setembro de 1942            |
| Oberst Kurt Freiherr von Liebenstein                | 1 de setembro de 1942 - 24 de outubro de 1942 m.d.F.b.   |
| Generalleutnant Franz Westhoven                     | 25 de outubro de 1942 - 20 de outubro de 1943            |
| Generalleutnant Fritz Bayerlein                     | 20 de outubro de 1943 - 4 de janeiro de 1944             |
| Oberst Rudolf Lang                                  | 5 de janeiro de 1944 - 25 de maio de 1944 m.d.st.F.b.    |
| Generalleutnant Wilhelm Philipps Dipl. Ing.         | 25 de maio de 1944 - 20 de janeiro de 1945               |
| Generalmajor Wilhelm Söth                           | 20 de janeiro de 1945 - 19 de abril de 1945              |
| Oberst Volkmar Schöne                               | 19 de abril de 1945 - 8 de maio de 1945                  |

## Área de operações
| Polônia                        | setembro de 1939 - maio de 1940    |
| França                         | maio de 1940 - junho de 1940       |
| Alemanha                       | julho de 1940 - junho de 1941      |
| Frente Oriental, setor central | junho de 1941 - março de 1942      |
| Frente Oriental, setor sul     | março de 1942 - julho de 1944      |
| Polônia                        | julho de 1944 - de janeiro de 1945 |
| Hungria & Áustria              | janeiro de 1945 - de maio de 1945  |